# 張選青
張選青（？—1929年11月23日），字绍鸾，福建长汀人，清末民初政治人物、教育家。

## 生平
張選青是清朝举人。光绪三十年四月一日（1904年），汀郡中学堂成立，汀州府知府张星炳兼任总办。光绪三十二年（1906年）春，该学堂添设监督一员，总办张星炳聘康詠任监督，聘张选青担任学监。同年冬，张星炳升任福州府知府，遂由新任汀州府知府来秀继任总办。监督康詠旋即辞职。光绪三十三年正月（1907年），总办来秀聘黄冕南继任监督。光绪三十四年二月（1908年），监督黄冕南逝世，张选青继任监督。宣统元年六月（1909年），张选青辞去监督职务，由郑克明继任。
清朝宣统二年（1910年），张选青被选为福建谘议局议员、资政院议员。
宣统三年（1911年），张选青在长汀创办公立模范小学。
民国元年（1912年），教育部门将中学学制定为四年，监督改称校长。同年二月，汀州府知府俞绍瀛兼任总办，并且聘张选青任校长，将校名改为汀州中学校。民国六年（1917年）4月，该校改为省立，定校名为福建省立第七中学校，福建省委派赖朝俊接任校长。
民国9年（1920年），长汀同善社成立。当时，福州省同善社派导师恩职黄文轩赴长汀协助传道，数百人加入长汀同善社。该社的善长为戴子衝，名誉善长为張選青。该社的宗旨是“正心、修身、劝善、规过。”
1929年11月间，为配合红四军再度进入长汀，中共长汀县委决定发动“古城暴动”，并且成立了“古城暴动行动委员会”，中共长汀县委书记段奋夫任行动委员会书记，黄继烈、刘宜辉任行动委员会委员。11月22日夜，暴动发生。午夜，暴动队伍在古城抓捕绅士和官吏，军法官曾大狗被当场击毙。11月23日清晨，长汀县县长邱耀骊在赴瑞金途中，在青山铺被暴动队伍击毙。11月23日，正是墟日，暴动队伍在墟场召开了民众大会，段奋夫、李国玉在会上讲话，号召穷人革命，打土豪、分田地。大会还对8名土豪官吏进行了公开宣判，除已被击毙的县长邱耀骊、军法官曾大狗之外，其他6人即公安局长郭瑞屏、教育局长林永章、税务局长游南轩、商会会长谢章候、副会长邱海楼、“劣绅”张选青被宣判死刑，立即被押至大坝枪决。